# Guillermo Atías
Guillermo Atías (Ovalle, 6 février 1917 - Saint-Cloud, 8 novembre 1979) est un avocat et écrivain chilien, membre de la génération de 38.

## Biographie
Il suit des études à Santiago du Chili, à partir de 1930, et obtient son diplôme d'avocat. Il fait partie du mouvement littéraire la « Génération de 38 ». Il commence par publier quelques contes dans des revues littéraires, en même temps qu'il rejoint les rangs du parti socialiste.
En 1973, lorsque a lieu le coup d’État contre Allende, il se trouve en Union soviétique, où il a été invité à participer à une série d'hommages à Pouchkine ; il n'est pas autorisé à retourner au Chili. Il séjourne alors à Paris, où il meurt le 8 novembre 1979.
Son fils Pedro, né en 1948, rejoint d'abord les rangs du Mouvement de la gauche révolutionnaire (MIR), puis est exilé en France à partir de 1975 ; son itinéraire est raconté dans un roman graphique, Là où se termine la terre – Chili 1948-1970, de Désirée et Alain Frappier.

## Œuvres
- El tiempo banal (1955)
- Un día de luz : Cuentos (1959)
- A la sombra de los días (1964)
- Después de Guevarra (1968)
- Y corría el billete : novela tabloide (1972)
- Là-où-finit-la-terre : contes du Chili (1978), en collaboration avec Claude Bourguignon
- Le Sang dans la rue (1978), traduit de l'espagnol par Claude Bourguignon